# Alan Godoy
Alan Godoy Domínguez (Las Palmas de Gran Canaria, 4 de mayo de 2003) es un futbolista español que juega como delantero en el C. F. Estrela da Amadora de la Primeira Liga.

## Trayectoria
Nacido en Las Palmas de Gran Canaria, jugó en las categorías inferiores del U. D. Las Palmas antes de unirse a las del Deportivo Alavés en 2018. Con el equipo babazorro jugó en diferentes categorías. Debutó con el primer equipo el 15 de julio de 2021 en un partido amistoso ante la S. D. Amorebieta. Pocos días después anotó su primer gol con el Alavés, frente al Al-Nasr, en otro amistoso.
En enero de 2023 fue cedido al Atlético Sanluqueño de la Segunda Federación hasta el final de la temporada. El 4 de agosto volvió a ser cedido, esta vez al C. D. Mirandés en Segunda División. La escasa participación en la temporada hizo que el contrato de cesión se rompiera y en enero de 2024 cambió de destino pasando al Nàstic de Tarragona.
En agosto de 2024 fue traspasado al C. D. Eldense que lo firmó hasta 2027. En la primera mitad de la temporada participó en trece encuentros y el siguiente mes de febrero fue traspasado al F. C. Barcelona para jugar en su filial. En lo que restaba de campaña marcó tres goles en nueve partidos y en julio fue cedido al C. F. Estrela da Amadora.

## Clubes
| Club                               | País     | Año       |
| ---------------------------------- | -------- | --------- |
| Deportivo Alavés "B"               | España   | 2020-2022 |
| Atlético Sanluqueño C. F. (cedido) | España   | 2022-2023 |
| C. D. Mirandés (cedido)            | España   | 2023-2024 |
| Gimnàstic de Tarragona (cedido)    | España   | 2024      |
| C. D. Eldense                      | España   | 2024-2025 |
| F. C. Barcelona Atlètic            | España   | 2025-     |
| C. F. Estrela da Amadora (cedido)  | Portugal | 2025-     |